# Cheilanthes horridula
Cheilanthes horridula là một loài thực vật có mạch trong họ Adiantaceae. Loài này được Maxon miêu tả khoa học đầu tiên năm 1918.